# 博斯科雷亚莱
博斯科雷亚莱（義大利語：Boscoreale），是意大利那不勒斯省的一个市镇。总面积11.28平方公里，2009年人口26,920人，人口密度2,386.5人/平方公里。ISTAT代码为063008。